# IS IT YOU?
『IS IT YOU?』（イズ イット ユウ?）は、2001年8月22日に発売されたhitomiの21枚目のシングル。

## 解説
- 表題曲は、CX系ドラマ『できちゃった結婚』の主題歌に起用された。
- ライブDVD「LIVE TOUR 2001 LOVE LIFE」と同時発売となった。
- アルバム『huma-rhythm』に収録された。
- 累計売上は約19.1万枚を記録。

## 収録曲
1. IS IT YOU?(4:51)
作詞：hitomi / 作曲：Kousuke Morimoto/ 編曲：Zentaro Watanabe
CX系ドラマ「できちゃった結婚」主題歌
2. OPEN MIND(5:27)
作詞：hitomi / 作曲：Shintaro Hagiwara / 編曲：Zentaro Watanabe
OPEL「VITA」CMソング
3. WHY?(5:17)
作詞：hitomi / 作曲：Masato Kitano / 編曲：Zentaro Watanabe
4. IS IT YOU? [instrumental](4:51)

## 収録アルバム
- huma-rhythm (#1,2,3)
- SELF PORTRAIT (#1)
- peace (#1)
- a-box NEO・DISC-4 (#1)